# Béchir Ennaji
Béchir Ennaji, également orthographié Bachir Naji, est un homme politique et homme d'affaires tunisien.

## Biographie
Ennaji est nommé sous-secrétaire d'État à l'Industrie et au Commerce le 12 novembre 1964.
Il est directeur de la Coopération internationale au ministère des Affaires étrangères, poste qu'il occupe jusqu'au 6 avril 1970, date à laquelle Abdelaziz Lasram lui succède.
Décrit comme un « ami intime et bras droit d'Ahmed Ben Salah », il est arrêté le 29 avril 1970, accusé de haute trahison et de complicité avec Ben Salah lors de la chute de ce dernier. Condamné à cinq ans de prison avec sursis, il est incarcéré.
Reconverti dans le monde des affaires, il crée plusieurs sociétés, notamment CAFEJE, un cabinet de conseil, Étanchéité tunisienne ou les supermarchés Touta.
Il possède également deux sociétés, le distributeur de produits cosmétiques Fatales et le distributeur de produits de parfumerie Kalisto, revendues en 2007 au groupe Kilani.
Son fils, Raouf, est entrepreneur.